# Arnsberg (Steinbach-Hallenberg)
Der Arnsberg ist ein 684,5 m ü. NHN hoher Berg im Thüringer Wald unmittelbar nordöstlich des Stadtzentrums von Steinbach-Hallenberg im Landkreis Schmalkalden-Meiningen in Thüringen. Am Westhang des bewaldeten Berges befindet sich die Hallenburg. Nach Südosten geht der Arnsberg ins Knüllfeld über, 2,4 km ostsüdöstlich erhebt sich der Gipfel des Großen Hermannsberges.  